# Przynęta
Przynęty wędkarskie – przedmioty, pochodzenia roślinnego, zwierzęcego lub sztuczne stosowane przez wędkarzy do wabienia ryb.

## Przynęty naturalne

### Przynęty żywe
- Dżdżownice (potocznie – czerwone robaki)
  - dendrobena veneta (Dendrobaena veneta)
  - kompostowiec różowy (Eisenia fetida) – dżdżownica kalifornijska
  - dżdżownica ziemna (Lumbricus terrestris) – rosówka
- Larwy
  - muchy (potocznie – białe robaki): pinka, kaster, gozzer, skwat
  - ochotki: ochotka haczykowa, jokers
  - chruściki, jętki, komarnice, zabarwice, żylenice
  - pędraki
  - widelnice
  - rureczniki
  - mączniki
  - korniki
  - gąsienice
  - osy, szerszenie
  - jaja (w kokonach) owadów lądowych
- Ślimaki, ślimaki wodne, małże, błotniarki, racicznice, skójki, szczeżuje, żyworódki, omułki, garnele, zatoczki rogowe i inne mięczaki
- Raki, kiełże, ośliczki, dziwogłówki, przekopnice, krewetki
- Pijawki
- Żaby, kijanki
- Ryby
- Kraby, kałamarnice, mątwy
- Minogi
- Myszy
- Owady: pasikoniki, świerszcze, muchówki, motyle, ważki, mrówki skrzydlate, stonogi (prosionek szorstki), turkucie podjadki,
- Nereidy (zoologia) i nalepiany.

#### Fauna chroniona
Na podstawie Rozporządzenia Ministra Ochrony Środowiska, Zasobów Naturalnych i Leśnictwa z dnia 6 stycznia 1995 w sprawie ochrony gatunkowej zwierząt – uznaje się za podlegające ochronie następujące gatunki zwierząt:
- Pijawki (Hirudinea)
  - Pijawka lekarska (Hirudo medicinalis)
- Pająki (Araneae)
  - Gryziele (Atypus) – wszystkie gatunki
  - Poskocz krasny (Eresus Niger)
  - Skakun (Philaeus chrysops)
  - Tygrzyk paskowany (Argyope bruennichi)
- Owady (Insecta)
  - Straszka północna (Sympecma braueri)
  - Żagnica zielona (Aeshna viridis)
  - Gadziogłówka żółtonoga (Stylurus flavipes)
  - Trzepla zielona (Ophiogomphus cecilia)
  - Zalotka białoczelna (Leucorrihinia albifrons)
  - Zalotka spłaszczona (Leucorrihinia caudalis)
  - Zalotka większa (Leucorrihinia pectoralis)
  - Modliszka zwyczajna (Mantys religiosa)
  - Tęczniki (Calosoma) – wszystkie gatunki
  - Biegacz (Carabus) – wszystkie gatunki
  - Pachnica dębowa (Osmoderma eremita)
  - Jelonek rogacz (Lucanus cervus)
  - Wynurt (Ceruchus chrysomelinus)
  - Sichrawa karpacka (Gaurotes excellens)
  - Kozioróg dębosz (Carambyx cerdo)
  - Kozioróg bukowiec (Cerambyx scopolii)
  - Nadobnica alpejska (Rosalia alpina)
  - Mieniak strużnik (Apatura ilia)
  - Mieniak tęczowy (Apatura iris)
  - Paź królowej (Papilio machano)
  - Paź żeglarz (Iphiclides podalirius)
  - Niepylak Apollo (Parnassius Apollo)
  - Niepylak mnemozyna (Parnassius mnemosyne)
  - Przeplatka aurinia (Euphydryas aurinia)
  - Górówka sudecka (Efebia sudetica)
  - Strzępotek edypus (Coenonymha oedippus)
  - Modraszek telejus (Maculinea teleius)
  - Modraszek nausitous (Maculinea nausithous)
  - Postojak wiesiołkowiec (Proserpinus proserpina)
  - Zmierzchnica trupia główka (Acherontia atropos)
  - Trzmiele (Bombus) – wszystkie gatunki
- Mięczaki (Mollusca)
  - Ślimak żółtawy (Helix lutescens)
  - Ślimak winniczek (Helix pomatia)
  - Skójka perłorodna (Margaritifera margaritifera)
  - Skójka malarska (Unio pictorum)
  - Szczeżuja wielka (Anodonta cygnea)
  - Szczeżuja spłaszczona (Anodonta complanata)
- Krągłouste (Cyclostomata)
  - Minóg morski (Petromyzon marinus)
  - Minóg rzeczny (Lampetra fluviatilis) – w stadium larwalnego rozwoju w rzekach
  - Minóg strumieniowy (Lampetra planeri)
  - Minóg ukraiński (Eudontomyzon mariae)
- Ryby (Pisces)
  - Jesiotr zachodni (Acipenser sturio)
  - Parposz (Alosa fallax)
  - Alosa (Alosa alosa)
  - Łosoś (Salmo salar) – poza obszarem Morza Bałtyckiego, wód przymorskich, ujść rzecznych do Morza Bałtyckiego oraz rzek: Drwęcy, Drawy i Wisły od Włocławka do ujścia
  - Strzeble (Phoxinus) – wszystkie gatunki
  - Kiełb Kesslera (Gobio kessleri)
  - Kiełb białopłetwy (Gobio albipinnatus)
  - Piekielnica (Alburnoides bipunctatus)
  - Ciosa (Pelecus cultratus) – poza obszarem wód Zalewu Wiślanego
  - Różanka (Rhodeus sericeus)
  - Śliz (Nemachilus barbatulus)
  - Koza (Cobitis taenia)
  - Koza złotawa (Cobitis aurata)
  - Piskorz (Misgurnus fossilis)
  - Pocierniec (Spinachia spinachia)
  - Iglicznia (Syngnathus typhle)
  - Babka mała (Pomatoschistus minutus)
  - Babka piaskowa (Pomatoschistus microps)
  - Kur rogacz (Myoxocephalus quadricornis)
  - Głowacz pręgopłetwy (Cottus poecilopus)
  - Dennik (Liparis liparis)
- Płazy (Amphibia):
  - Salamandra plamista (Salamandra salamandra),
  - Traszki (Triturus) – wszystkie gatunki,
  - Kumaki (Bombina) – wszystkie gatunki,
  - Grzebiuszka ziemna (Pelobates fuscus),
  - Ropuchy (Bufo) – wszystkie gatunki,
  - Rzekotka drzewna (Hyla alborea),
  - Żaby (Ranae) – wszystkie gatunki, przy czym:
    - żaba jeziorkowa (Rana lessonae),
    - żaba wodna (Rana esculenta),
    - żaba śmieszka (Rana ridibunda) – tylko w okresie od 1.03. do 31.05.

Nie wymienia się nazw pozostałych (innych) gatunków zwierząt chronionych, ponieważ nie mają one wędkarskiego znaczenia i nie są związane z przedmiotem niniejszego opracowania.

### Przynęty pochodzenia zwierzęcego
- Jaja i sery
- Przynęty mięsne:
  - mielonki
  - kiszki i flaki
  - krew
  - wątroba
  - mięso zwierząt (np. wołowina), słonina, szpik
  - martwe rybki i filety
  - inne przetwory mięsne

### Przynęty pochodzenia roślinnego
- Glony poroślowe
- Owoce i liście
- Zboża i inne nasiona
  - pszenica
  - groch
  - fasola
  - inne strączkowe: bób, wyka, łubin
  - kukurydza
  - konopie siewne, siemię lniane, słonecznik
- Mąki, kasze, płatki, otręby, makuchy
- Ziemniaki.
- Pieczywa i makarony, kulki proteinowe (betaina);
- Pasty:
  - roślinne,
  - mieszane (roślinno-zwierzęce).

Kompozycje naszych prapradziadków – ciekawostki z książki P.E. Leśniewskiego „Rybactwo krajowe”. W-wa 1837 r.

### Dodatki do przynęt naturalnych (atraktory)
- tłuszcze
- barwniki spożywcze
- smaki i zapachy (naturalne i sztuczne).

## Przynęty sztuczne
- błystki
  - wahadłowe
  - obrotowe
  - kombinowane
- mormyszki, dreiseny i oblanki
- pilkery i szybowce
- trublery
- dewony
- twistery
- jigsy
- rippery
- Cykady
- Woblery
  - pływające
  - tonące
    - pałeczkowe (stickbait)
    - turbinkowe
    - wiosłowe (crawler)
    - dźwiękowe (chugger)
    - wibrujące (wibrujący ogonek)
    - trollingowe
    - szarpane, jerki (jerkbait)
    - bezsterowe (lipless crankbait)
    - poppery
    - dartery
    - pop ups-y
    - naśladujące małą rybkę (minnow plug)

### Inne imitacje
- robaków i larw,
- owadów (za wyj. tzw. „much”),
- much:
  - muchy suche,
  - muchy mokre,
  - nimfy,
  - streamery,
  - włosianki,
  - muddlery,
  - matuki,
  - puchowce,
  - muchy łososiowe,
  - piórka,
  - koguty,
  - muchy tubowe,
- imitacje ryb,
- żab,
- minogów,
- inne kombinacje fantazyjne.

### Dodatki do przynęt sztucznych (atraktory)
- pasty zapachowe,
- stroiki.